# Robot fuorilegge
Robot fuorilegge (Tik-Tok) è un romanzo fantascientifico di John Sladek del 1983.
Nel 1983 il libro ha vinto il Premio BSFA, per il miglior romanzo.

## Trama
In un futuro non meglio specificato, gli uomini saranno aiutati nella vita di tutti i giorni da robot perfezionati, i quali saranno adibiti a qualsiasi tipo di lavoro umile o faticoso. Per garantirne la sicurezza, i robot sono dotati dei "circuiti di Asimov", che riproducono le famose tre leggi della robotica ideate da Isaac Asimov, le quali impediscono ai robot qualsiasi tipo di danno agli uomini.
Ma Tik-Tok, il robot protagonista del romanzo, sembra avere un difetto di fabbrica: sembra immune dall'effetto delle tre leggi, cosa che lo spinge agli atti più efferati di cui sia capace. Dopo una lunga vita di paradossali soprusi subiti dagli uomini, Tik-Tok decide di ripagarli con la stessa moneta. Ma essendo un robot nessuno crede che sia capace di far del male, così la meritata punizione non arriva mai, tanto che Tik-Tok può benissimo ambire alla Casa Bianca.
Il robot, per prima cosa, decide di puntare alla vice-Presidenza, e, da qui, alla Presidenza.

## Personaggi
- Tik-Tok: protagonista, robot subdolamente malvagio
- Sorrisone Jack: pirata spaziale e bandito in generale
- Urnia Buick: agente televisiva senza scrupoli
- Flint Orifice: reverendo della propria religione, nonché truffatore

## Edizioni
- John T Sladek, Robot fuorilegge, Urania, n. 999 (23 giugno 1985), Milano: A. Mondadori, 1985

Oltre che in italiano, il libro è stato tradotto in tedesco, spagnolo, finlandese, francese e giapponese.